# Sitapur (huyện)
Huyện Sitapur là một huyện thuộc bang Uttar Pradesh, Ấn Độ. Thủ phủ huyện Sitapur đóng ở Sitapur. Huyện Sitapur có diện tích 5743 ki lô mét vuông. Đến thời điểm năm 2001, huyện Sitapur có dân số 3616510 người.